# Jean Lebas (cuisinier)
Pour les articles homonymes, voir Lebas.
Œuvres principales
Festin joyeux, ou La cuisine en musique, en vers libres.
Jean Lebas est un cuisinier, poète et musicien actif à la fin de la Régence et sous Louis XV. On ne sait rien de lui sauf qu'il a laissé le premier livre de recettes de cuisine en vers (1738) et les musiques pour les chanter: Festin joyeux, ou La cuisine en musique, en vers libres. Non sans humour, la Poularde aux huîtres se chante sur l'air de Il n’est rien de plus tendre (de Jean-François Dandrieu).

## Biographie
Il était né au XVIIe siècle, cuisinier de profession (il parle de ses collègues professionnels) et chanteur perfectible. Dans l'Anthologie du Sacavin, Charles de Morette (1871 - Bulletin historique) indique que Lebas cuisinier travaille de 1705 à 1711 à l'Hôtel des Trois trompettes à Angers. Le cardinal Dubois (1656-1723) célèbre sous la Régence (1715-1723) lui aurait dit en l'entendant chanter « fais tes chansons d'après ta cuisine, et non jamais ta cuisine d'après tes chansons ». La deuxième partie du livre fait référence au service à l'ambigu, service informel apparu au XVIIe siècle (les plats salés étaient présentés en même temps que les plats sucrés) qui est attesté en 1691.
Dans la préface de son livre Lebas se présente comme Officier de Bouche de Louis XV, depuis la fête de son sacre en octobre 1722 à Reims. Il écrit avoir reçu les « applaudissements des princes et des autres seigneurs illustres du règne de Louis XV » (1715-1774) .
Les musiques approximativement datables sont de l'époque de Louis XIV (Quel plaisir d'aimer sans contrainte de Thésée - 1675,  Boire à la Capucine 1701, Sortez de l’amoureux empire d'Olimpia 1703) et de la Régence: Mocquons nous des Ambitieux, La musique est incommode (1717), Les Dieux comptent nos jours (Hotteterre le Romain,1722-1723). Les recettes se retrouvent dans des livres eux aussi du temps de Louis XIV, beaucoup comme la Perdrix aux truffes vertes, la poularde à la Tartare, le Foie gras en crépine, les Truites aux huitres, les Pieds de mouton farcis sont dans Le Nouveau cuisinier royal (1693, rééd. 1722-1729) de François Massialot (1660-1733), les Pigeons au soleil chez Vincent La Chapelle (1735). Il est probable que les recettes versifiées et les musiques de Lebas étaient à la mode entre 1722 et 1740, époque où les grands services cèdent la place aux repas intimes.

## Les recettes rimées et leurs musiques

### Publications
- J. Lebas. Festin joyeux, ou La cuisine en musique, en vers libres. Paris, Lesclapart père et fils. 1738,
- Bertrand Guégan. 3 recettes rimées dans La fleur de la cuisine française [tome I, la cuisine de la vieille France] : où l'on trouve les meilleures recettes des meilleurs cuisiniers, pâtissiers et limonadiers de France, du XIIIe au XIXe siècle : enrichies de notices et d'un glossaire. Paris, Editions de la Sirène 1920. p.235 et sq.[17],
- Alan Jones, Jeremy Barlow. Dictionnaire du désir de la bonne chère ; les recettes musicales du festin joyeux (1738) ; anthologie de menus et de dessins de table. Paris, Honore Champion. 574 p. 2011,
- Lebas J. Festin joyeux, ou la Cuisine en musique, en vers libres. Paris Hachette livre-BnF 2022.

### Un livre longtemps oublié
Les 2 parties donne 171 compositions en vers rimés, dont des instructions de service, des plaisanteries, des énigmes et avant tout les recettes culinaires de services de 13 plats d'un repas de 14 à 15 couverts. Le plan de table et les partitions de 49 chants et chansons sont annexées. Le livre  «injustement délaissé dans un coin de la Bibliothèque Nationale de Paris dort profondément depuis 3 siècles» écrit J-L Impe. Rares sont les mentions de Lebas avant le XXe siècle. Charles Monselet (1877) dans une lettre au pianiste A. Quidant dit avoir découvert ce livre à partir duquel il compose un menu pour «déjeuner en musique». La presse spécialisée reproduit des recettes comme le Dindon à la Saingaras après l'édition de quelques extraits en 1920. En 2023  Pierre Leclercq a organisé à Liège un repas dont le menu et les musiques étaient tirées de Lebas.

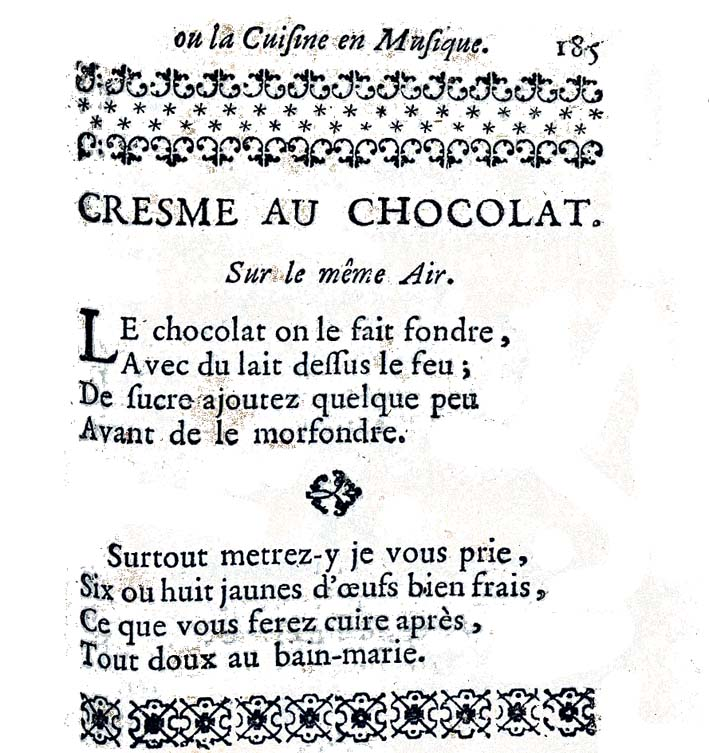
Toutes les crèmes sont sur l'air de Quand le Péril est agréable. Ici Crème au chocolat.

### Le menu, les recettes

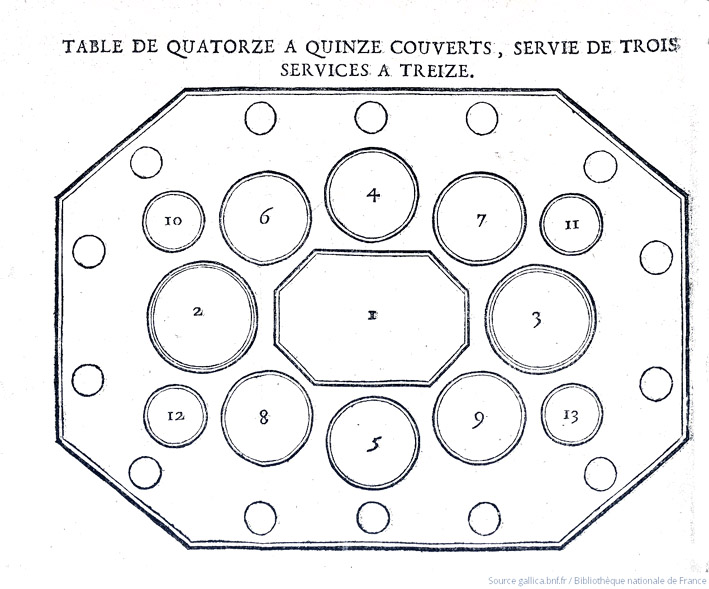
Table de 14 à 15 couverts servie de 3 services de cuisine à 13

54 plats répartis en 4 services, (repas inimaginable de nos jours) sont typiquement un service à la française. Lebas donne le plan de table et numérote les plats qu'il versifie ensuite, autour du plat du milieu (Carpe à la Chambord pour le premier service), on range les divers potages (n°2 à 5, Potage d'agneau, coulis à la Reine, Purée de caneton aux pois verts), et les hors-d'œuvres. La mise en scène est théâtrale et les musiques ne sont pas faites pour le repas, ce ne sont pas des musiques de table, mais pour celles et ceux qui le préparent. Le livre veut «faciliter aux dames les moyens d'enseigner, en chantant, les moyens de faire des ragoûts et sauces à leurs sujets subalternes».

#### Crème frite
Selon Le Gastronome : journal universel du goût (1830) la Crème frite était un plat obligé des petits soupers de la Régence. Prosper Montagné (1929) estime que la recette de la crème frite (sur l'air de Quand le péril est agréable) est une recette incomplète,
Ici vous mettrez dans la crème
Des œufs, et le jaune et le blanc ;
Et ferez l'assaisonnement
Comme on sait et, de même.
Quand elle est cuite, on la farine.
Et quand elle est froide, il vous faut
La couper par morceaux
Qui soient de bonne mine.
Lorsque l'on veut, on la fait frire
Dans une pâte de beignets ;
Autrement, ces morceaux bien faits
Pourraient bien se détruire.
Il la perfectionne en prose en une croquette frite à la vanille, au citron ou à l'orange.

### Postérité
Polycarpe Poncelet (Chimie du goût et de l’odorat) en 1755 rapproche les gouts et les sons, avec sa musique savoureuse. Les 7 tons pleins correspondent aux 7 saveurs primitives (acide, fade, doux, amer, aigre-doux, austère, piquant), leur combinaison harmonique se fait à l'identique. Il construira un orgue gustatif. Il faut attendre le XXIe siècle pour un renouveau des recettes rimées en musique, et la réédition de Lebas. 